# كاتدرائية القديسة مريم (ديار بكر)
كاتدرائية القديسة مريم (بالتركيَّة: Mary'nin Katedrali) هي كنيسة كاثوليكية  تتبع التقاليد الكلدانية أو الطقوس السريانيَّة الشرقيَّة وتقع في مدينة ديار بكر. الكاتدرائية هي الكنيسة الرئيسية للطوائف الكاثوليكية الشرقية في منطقة ديار بكر، ويعود تأسيس الأبرشية إلى عام 1553 خلال حبرية البابا بولس الرابع.